# Sulawesitofshök
Sulawesitofshök (Lophospiza griseiceps) är en fågel i familjen hökar inom ordningen hökfåglar. Den förekommer enbart på den indonesiska ön Sulawesi med kringliggande öar. Arten minskar i antal på grund av skogsavverkning, men beståndet anses ändå vara livskraftigt.

## Utseende
Sulawesitofshöken är en liten och slank duvhöksaktig fågel med en kroppslängd på 28–38 cm och vingbredden 51–65 cm. Liksom hos andra hökar är honan större än hanen, hos denna art 12 % i storlek men upp till 40  i vikt. Vingarna är breda och relativt korta och stjärten är medellång. Fjäderdräkten är mörk ovantill och på huvudet syns en liten tofs. Den liknar en dvärgväxt orienttofshöken i formen, men är varmare brun ovan och helstreckad undertill. Vidare är tvärbanden på stjärten ljusare och huvudtofsen mycket mindre.

## Läte
Fågeln är vanligtvis tystlåten, men ett rapporterat lätet är ett rätt svagt och ljust "tseee-tseee-tseee...", långsammare än liknande läten hos andra Accipiter-hökar.

## Utbredning och systematik
Sulawesitofshöken förekommer i Indonesien på öarna Sulawesi, Pulau Muna och Butung samt i Togianöarna. Den behandlas som monotypisk, det vill säga att den inte delas in i några underarter.

### Släktskap
Sulawesitofshöken och dess systerart sulawesitofshöken) (L. trivirgata) placerades tidigare i höksläktet Accipiter. Genetiska studier har visat att de endast är avlägset släkt, och har därför lyfts ut till ett eget släkte, Lophospiza.

## Levnadssätt
Arten påträffas inne i ursprunglig och av människan påverkad skog, framför allt med öppna områden. Den ses även i mangroveskogar och i skogssavann. Fågeln förekommer från havsnivån upp till 2000 meters höjd. Födan består av ödlor, småfåglar, större insekter och små däggdjur. Den överraskar sina byten genom utfall ner mot marken från en dold sittplats. 

### Häckning
Sulawesitofshöken häckar åtminstone maj-juli, med äggläggning troligen i maj och ungar hörda i slutet av juni. Parning har dock noterats i juli. Boet placeras i klykan i ett relativt lågt träd. Spelflykt har ej dokumenterats.

## Status och hot
Arten har ett stort utbredningsområde och en stor population, men tros minska i antal till följd av habitatförstörelse, dock inte tillräckligt kraftigt för att den ska betraktas som hotad. Internationella naturvårdsunionen IUCN listar därför arten som livskraftig (LC).

## Namn
Sulawesitofshökens vetenskapliga artnamn griseiceps betyder "gråhuvad". På svenska har den tidigare istället kallats sulawesiduvhök men tilldelades ett nytt svenskt trivialnamn av BirdLife Sverige för att betona att arten troligen inte är nära släkt med duv- och sparvhökar.